# حنای دریانورد
حَنّا دریانورد کارتاژی بود که ناوگانی مرکب از ۶۰ کشتی را تا پشت ستون‌های هرکول (تنگه جبل‌طارق) هدایت کرد و در طول کرانه باختری آفریقا پیش راند تا به عرض شمالی حدود '۳۰ °۷ رسید (یعنی هم‌چنان‌که عموماً تصدیق شده، دورترین نقطه‌ای که بدان رسیده‌اند، جزیره‌ای در تنگه شربور در سیرالئون بریتانیا بوده‌است).
دریانوردی حنّا در طول کرانه باختری آفریقا جمعاً به ۲۹ درجه عرض جغرافیایی، یا حدود ۲۶۰۰ میل از جبل‌طارق بالغ گردید.
گزارش هیئت حنّا در اصل بر لوحه‌ای به فنیقی حک شده و بر نیایشگاه ملقرت در کارتاژ آویخته شده بود. این گزارش بعدها به یونانی ترجمه شده و متن خلاصه شده‌ای از یونانی آن به دست ما رسیده‌است. این متن و خود مسافرت اینک عموماً مورد قبول است، ولی تعیین تاریخ دقیق آن غیرممکن است. مسافرت حنّا احتمالاً در سده پنجم قبل میلاد (یا در آخر سده ششم؟) و ظاهراً در نیمه اول آن صورت گرفته‌است.
نام حنّا یا حنّون در زبان‌های سامی به معنای باگذشت و مهربان است.

## خلاصه سفرنامه
این سفرنامۀ حنّون شاه کارتاژ است در باب سفرش به سرزمین‌های لیبی آن سوی ستون‌های هرکول، که همچنین معبد کرونوس را در آنجا بنا کرد. کارتاژیان حنّون را مأمور کردند که بدان سو سفر کند و شهرهایی بنا کند. او با ۶۵ کشتی پارویی و نزدیک ۳۰هزار مرد و زن به دریا درآمد. پس از ستون‌ها دو روز راندیم و نخستین شهر را بنا کردیم. سپس باز به غرب رفتیم و به دماغه‌ای پردرخت رسیدیم و معبدی برای خدای دریا ساختیم. پس نیم‌روز دیگر راندیم و به دریاچه‌ای پوشیده از نی رسیدیم که فیل‌ها و دیگر حیوانات وحشی از آن تغذیه می‌کردند. شهرهایی بر ساحل بنا کردیم. از آنجا به رود بزرگ لیکسوس رسیدیم که از کوه‌هایی بلند سرچشمه می‌گیرد. مدتی بین قبایل چادرنشین کنار آن ماندیم و دوستشان شدیم. در پس این کوه‌ها اقوام اتیوپیایی ستیزه‌جویی بودند. به گفتۀ لیکسوسی‌ها در این کوه‌ها غارنشینانی ساکنند که تندتر از اسب می‌دوند. مترجمانی از لیکسوسی‌ها برگرفتیم و به جنوب و سپس به شرق راندیم. به کوه‌هایی رسیدیم که وحشیانی پوشیده در پوست حیوانات در آن ساکن بودند و بر ما سنگ انداخته، نگذاشتند از کشتی پیاده شویم. از آنجا به رود بزرگی رسیدیم که از تمساح و اسب آبی پر بود. دوازده روز نزدیک ساحل به جنوب راندیم. ساحل سرتاسر پر از سیه‌چردگانی بود که از ما می‌گریختند و زبانشان حتی بر مترجمان لیکسوسی نامفهوم بود. به کوه بزرگی رسدیم پوشیده از درختان معطر. کوه را دور زدیم. در دشت پشت آن، شب‌ها اینجا و آنجا آتش‌های بزرگ و کوچکی به چشم می‌خورد. پنج روز بعد به جزیره‌ای رسیدیم و پیاده شدیم. در طول روز چیزی جز جنگل به چشم نمی‌خورد اما در شب، نور آتش‌ها را لابلای درختان می‌دیدیم و صدای نی و سنج و طبل و فریاد جمعیت به گوش می‌رسید. ترس ما را فراگرفت و پیشگویان توصیه کردند جزیره را ترک کنیم. بی درنگ بادبان کشیدیم. به ساحلی رسیدیم پر از گدازه‌های آتش که به دریا می‌ریخت. نمی‌شد به ساحل نزدیک شد. هراسان دور شدیم. در طول شب ساحل را می‌دیدیم که پر از آتش بود. در میان آتش‌ها آتشی عظیم‌تر بود که گویی به ستارگان می‌رسید. در روز مشخص شد آن آتش عظیم کوهی است بسیار بلند که «ارابۀ خدایان» نام داشت. به جزیره‌ای رسیدیم که مسکن وحشیانی با پوست سخت بود که مترجمان گوریلای می‌خواندند. نتوانستیم مردانشان را بگیریم، زیرا به بالای صخره‌ها گریخته، سنگمان زدند. ولی سه تن از زنانشان را گرفتیم، اما چنان وحشیانه تقلا کردند و گاز گرفتند و چنگ زدند که ناچار ایشان را کشتیم و پوستشان را کنده، به کارتاژ آوردیم.